# 코체라스역
코체라스역(스페인어: Cocheras)은 마드리드 경전철 3호선의 역이다. 마드리드 지방 포수엘로데알라르콘 시의 시우다드데라이마헨 지역 서부에 있는 에드가르 네비예 거리 쪽 3호선 차량기지 옆에 위치해 있다. 요금구역상으로는 B1구역에 속한다.

## 역사
2007년 7월 27일 마드리드 경전철 3호선의 개통과 함께 문을 열었다.

## 환승 정보
이 역 주변에는 버스 정류장이 없다.
경전철
| 마드리드 경전철                  | 마드리드 경전철       | 마드리드 경전철                 |
| -------------------------------- | --------------------- | ------------------------------- |
| 시우다드 델 시네 콜로니아 하르딘 | 마드리드 경전철 3호선 | 레타마레스 푸에르타 데 보아디야 |